# آکارو
آکارو (به لاتین: Aakaru) یک روستا در استونی است که در دهستان کامبیا واقع شده‌است.